# Kanton Neuvy-le-Roi
Neuvy-le-Roi is een voormalig kanton van het Franse departement Indre-et-Loire. Het kanton maakte deel uit van het arrondissement Tours.

## Gemeenten
Het kanton Neuvy-le-Roi omvatte de volgende gemeenten:
- Bueil-en-Touraine
- Chemillé-sur-Dême
- Épeigné-sur-Dême
- Louestault
- Marray
- Neuvy-le-Roi (hoofdplaats)
- Saint-Aubin-le-Dépeint
- Saint-Christophe-sur-le-Nais
- Saint-Paterne-Racan
- Villebourg